# جاك ليجراند (عالم إنسان)
جاك ليجراند (بالفرنسية: Jacques Legrand)‏ (و. 1946  م) هو عالم إنسان، ولغوي، ومعجمي، ومترجم فرنسي، ولد في رين.

## مناصب
تولى منصب رئيس جامعي ‏، معهد اللغات والحضارات الشرقية بباريس (2005–2013)
.

## التعليم
تعلم في معهد اللغات والحضارات الشرقية بباريس
.